# أكسل أندرسن
أكسل أندرسن (بالدنماركية: Aksel Andersen؛ بالإنجليزية: Aksel Andersen) هو ملحن دنماركي وأمريكي، ولد في 19 مارس 1912 في روسكين في الولايات المتحدة، وتوفي في 18 نوفمبر 1977 في Vedbæk ‏ في الدنمارك.

## وصلات خارجية
- أكسل أندرسن على موقع ميوزك برينز (الإنجليزية)